# Festivalbar 2003
Il quarantesimo Festivalbar si svolse durante l'estate del 2003 in 10 puntate, registrate presso l'Arena Civica di Milano, Piazza del Duomo a Pistoia, l'Arena Alpe Adria di Lignano Sabbiadoro e con la finale nel consueto scenario dell'Arena di Verona, che venne trasmessa su Italia 1 il 22 e 23 settembre 2003.
I conduttori furono Marco Maccarini e Michelle Hunziker. Il vincitore assoluto dell'edizione fu Eros Ramazzotti sia nella sezione singoli con Un'emozione per sempre che in quella degli album con 9. Le Vibrazioni vinsero il Premio Rivelazione Italiana e Neffa il Premio Radio.

## Cantanti partecipanti
- Eros Ramazzotti - Un'emozione per sempre e Un attimo di pace
- Tribalistas - Já sei namorar e Passe em Casa
- Le Vibrazioni - In una notte d'estate e Dedicato a te
- Neffa - Prima di andare via
- Alexia - Egoista
- Frou Frou - It's Good to Be in Love
- DJ Francesco - La canzone del capitano
- Irene Grandi - Prima di partire per un lungo viaggio
- The Thrills - Big Sur
- Will Young - Light My Fire
- Tiziano Ferro - Xverso
- Lumidee - Never Leave You (Uh Oooh, Uh Oooh)
- Giorgia - Spirito libero
- Gemelli DiVersi - Mary
- Ricky Martin - Jaleo e Juramento
- Articolo 31 - La mia ragazza mena
- 50 Cent - In da Club
- Dido - White Flag
- Black Eyed Peas - Where Is the Love?
- Roberto Angelini - Gattomatto
- Gianluca Grignani - Mi stracci il cuore
- Nek - Almeno stavolta
- Alizée - J'en ai marre!
- Eiffel 65 - Viaggia insieme a me
- Edoardo Bennato - Ritorna l'estate
- Evanescence - Bring Me to Life
- Mary J. Blige - Love @1st sight
- Paolo Meneguzzi - Verofalso
- Negrita - Magnolia
- Syria - Aria
- Melanie C - On the Horizon
- Valeria Rossi - Luna di lana
- Moony - Flying Away
- Abs - Stop sign
- Anna Oxa - Il muro
- Simply Red - Sunrise e Fake
- Tom Jones - Black Betty
- The Roots feat. Cody Chesnutt - The Seed (2.0)
- Robbie Williams - Come Undone e Something Beautiful
- Alex Britti - 7000 caffè e Lo zingaro felice
- Ben Harper - With My Own Two Hands
- Robin Thicke - When I Get You Alone
- Skin - Trashed e Faithfulness
- Juanes - A Dios le pido
- Blue - U Make Me Wanna
- Counting Crows - Big Yellow Taxi
- Stacie Orrico - Stuck
- Blur - Out of Time
- Sergio Cammariere - Dalla pace del mare lontano
- Cassandra and The Family FX - Squeeze Me
- Macy Gray - When I See You
- Sting - Send Your Love e Whenever I Say Your Name (con Mary J. Blige)
- Stereophonics - Maybe Tomorrow
- La Crus - L'urlo
- DJ BoBo - Chihuahua
- Morgan - Altrove
- Ziggy Marley - True to Myself
- Des'ree - Why?
- Daniele Stefani - Una lacrima
- Avril Lavigne - I'm with You
- Gianni Morandi - Una vita normale
- Carmen Consoli - Fiori d'arancio
- Tiromancino - Nessuna certezza
- Irene Nonis - Recogn-Eyez e Calendar
- Elisa - Almeno tu nell'universo
- Turin Brakes - Pain Killer
- Athlete - El Salvador
- Yu Yu - Relax
- Safeway - Fallin'
- Stylophonic - Soulreply
- Amalia Gré - Io cammino di notte da sola
- Niccolò Fabi - Il negozio di antiquariato
- Nu - Any Other Girl
- Junior Senior - Move Your Feet
- Panjabi MC - Jogi
- Cesare Cremonini - Latin Lover e PadreMadre
- Hooverphonic - The World Is Mine e One
- Il Nucleo - Sospeso
- Vega 4 - Radio Song
- The Calling - Could It Be Any Harder
- Lamya - Empires
- Morcheeba - What's Your Name
- Mis-Teeq - Scandalous
- Prezioso - Voglio vederti danzare
- Jarabe de Palo - Bonito
- Permiso Extraordinario - Bailando
- Lene Marlin - You Weren't There
- Piero Pelù - L'amore immaginato

## Altri Premi
- Premio Radio: Neffa con Prima di andare via
- Premio Rivelazione Italiana: Le Vibrazioni con In una notte d'estate
- Premio Rivelazione Straniera: Tribalistas con Jà sei namorar
- Premio come miglior album: Eros Ramazzotti con 9

## Sigla
La videosigla di questa edizione è la canzone Un'emozione per sempre di Eros Ramazzotti.

## Organizzazione
Mediaset

## Direzione Artistica
Andrea Salvetti